# Puchar Challenge EFAF
Puchar Challenge EFAF w futbolu amerykańskim - cykliczne rozgrywki, organizowane w latach 2009–2010 przez Europejską Federację Futbolu Amerykańskiego, w których brały udział zespoły futbolu amerykańskiego, zajmujące czołowe lokaty w narodowych rozgrywkach najwyższego szczebla, z wyłączeniem drużyn biorących udział w Lidze Mistrzów - European Football League i Pucharze EFAF. Rozgrywki przeznaczone były dla drużyn "małych" federacji, w tym Polskiego Związku Futbolu Amerykańskiego.
W 2009 w rozgrywkach wystąpiły dwie polskie drużyny Devils Wrocław i Pomorze Seahawks. Obydwie odpadły w fazie grupowej. W 2011 rozgrywki te zostały zastąpione przez Central-Eastern European Interleague.

## Finały
| Rok  | Zdobywca pucharu   | Finalista          | Wynik |
| ---- | ------------------ | ------------------ | ----- |
| 2009 | Hogs Reggio Emilia | Győr Sharks        | 35-7  |
| 2010 | Klek Knights       | Istanbul Cavaliers | 36-14 |